# 小行星23221
小行星23221（23221 Delgado）是一颗绕太阳运转的小行星，为主小行星带小行星。该小行星于2000年11月发现。

## 轨道参数
小行星23221的轨道半长轴为343 223 450 km，2.2942744 UA，离心率为0.158。